# (400433) 2008 DM8
(400433) 2008 DM8 es un asteroide perteneciente al cinturón de asteroides, región del sistema solar que se encuentra entre las órbitas de Marte y Júpiter, descubierto el 24 de febrero de 2008 por el equipo del Mount Lemmon Survey desde el Observatorio del Monte Lemmon, Arizona, Estados Unidos.

## Designación y nombre
Designado provisionalmente como 2008 DM8. 

## Características orbitales
2008 DM8 está situado a una distancia media del Sol de 2,727 ua, pudiendo alejarse hasta 2,848 ua y acercarse hasta 2,607 ua. Su excentricidad es 0,044 y la inclinación orbital 12,41 grados. Emplea 1645,66 días en completar una órbita alrededor del Sol.

## Características físicas
La magnitud absoluta de 2008 DM8 es 16,4. Tiene 2,782 km de diámetro y su albedo se estima en 0,076. 